# This Town Ain't Big Enough for Both of Us
This Town Ain't Big Enough for Both of Us è un singolo del gruppo rock statunitense Sparks, pubblicato nel 1974 ed estratto dall'album Kimono My House.
Il brano è stato scritto da Ron Mael.

## Tracce
- 7"

1. This Town Ain't Big Enough for Both of Us – 3:06
2. Barbecutie – 3:10

## Formazione
- Russell Mael – voce
- Ron Mael – tastiera
- Martin Gordon – basso
- Adrian Fisher – chitarra
- Norman "Dinky" Diamond – batteria

## Cover e altre versioni
Il gruppo britannico Siouxsie and the Banshees ha pubblicato una cover della canzone nell'album Through the Looking Glass, uscito nel 1987.
Nel 1997, all'interno dell'album Plagiarism, gli Sparks hanno inserito una nuova versione del brano realizzata insieme al gruppo Faith No More.